# Mojżesz Chaim Efraim z Sudyłkowa
Mojżesz Chaim Efraim z Sudyłkowa (ur. ok. 1737-1740 w Międzybożu, zm. ok. 1800-1811 tamże) – rebe, cadyk i kaznodzieja chasydzki, wnuk twórcy chasydyzmu – Baal Szem Towa.
Pobierał nauki u uczniów Israela Baal Szem Tow – rabinów Dow Bera z Międzyrzeca i Jakuba Józefa z Połonnego. W latach 1780–1785 służył jako magid w Sudyłkowie. Następnie powrócił do Międzyboża, w którym aż do śmierci służył jako rebe.
Napisał Degel machane Efraim (pol. Sztandar obozu Efraima) – zbiór wykładów, przypowieści, modlitw i komentarzy do fragmentów Tory oparty na nauce Israela Baal Szem Tow.
W głoszonych poglądach podkreślał brak uniwersalnej wykładni Tory, odmienne jej rozumienie w każdym pokoleniu i przez różnych cadyków. Uważał Israela Baal Szem Tow za mesjasza, a zbawienie utożsamiał z powszechnym przyjęciem nauki dziadka.